# Panehesy

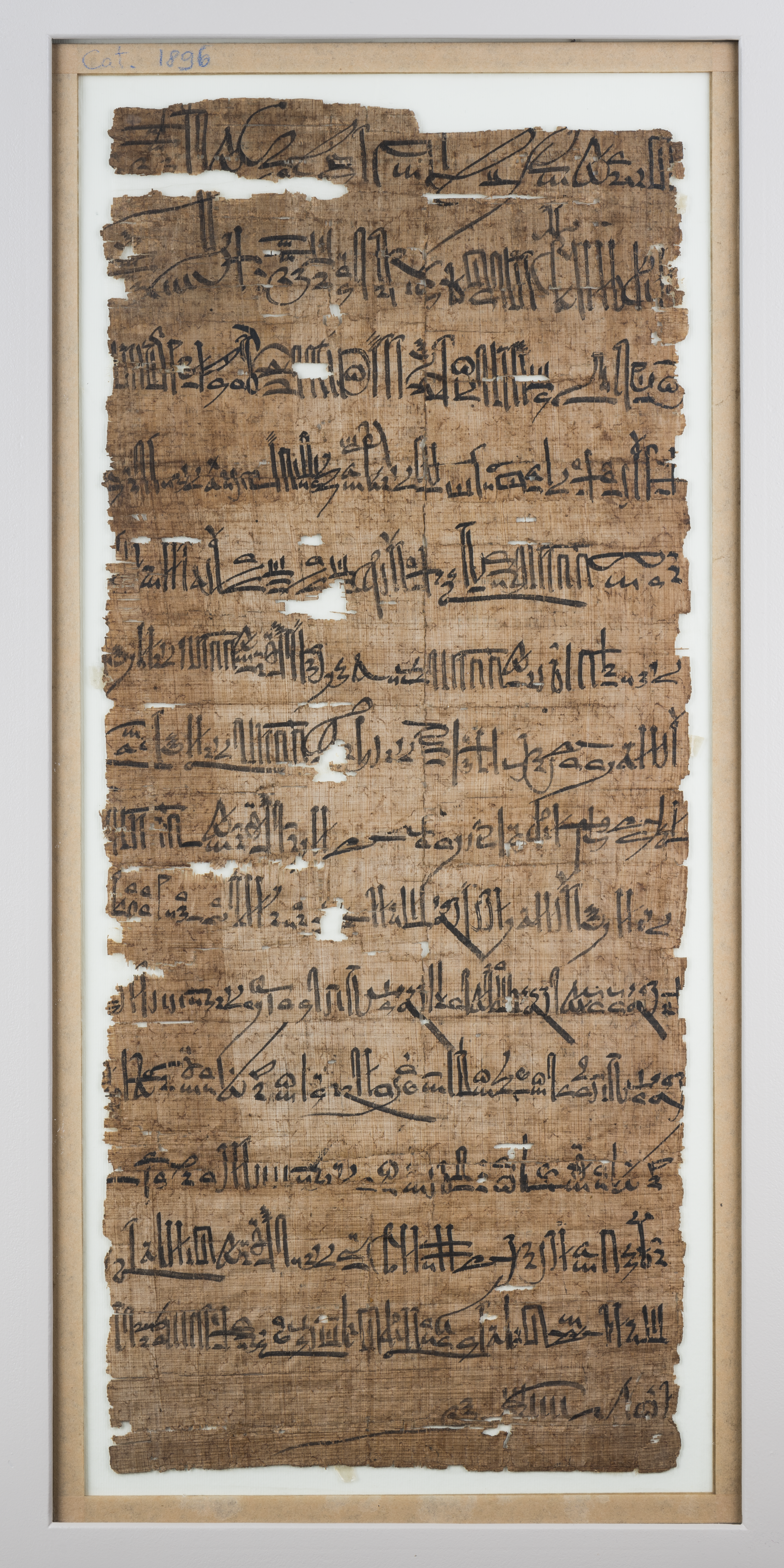
Decreto del faraone Ramesse XI indirizzato a Pinehesy. Torino, Museo Egizio

Pinehesy, Panehesy o Panehasy, secondo le diverse traslitterazioni (fl. X secolo a.C.), fu viceré del Kush durante il regno di Ramses XI, l'ultimo re della XX dinastia egizia.

## Fonti
Pinehesy è citato nelle seguenti fonti:
1. appare già nelle prime righe del verso del Pap. BM 10053 molto danneggiato in quella parte e datato all'anno 9 del regno di Ramses XI; esso potrebbe però essere ascritto al suo effettivo "anno 9" o in alternativa all'"anno 9 del Whm Mswt". Questa menzione è stata spesso considerata come la prova che egli era in carica in quel momento e prese parte al caso giudiziario ivi descritto. Tuttavia, è stato sottolineato che si tratta di un'interpretazione esagerata delle prove: non è infatti rimasto alcun titolo e il contesto presente è troppo danneggiato per accertare come funzionasse il nome nel testo. [2]
2. nel Papiro delle Tasse di Torino, datato all'anno 12 di Ramses XI (di nuovo, l'attuale "anno 12" o "anno 12 del Whm Mswt"), è menzionato come viceré di Kush. Dalla questa fonte risulta chiaro che in quel momento era in carica.
3. nell'anno 17 di Ramses XI viene indicato come viceré di Kush in una lettera inviatagli dallo stesso Ramses XI (vedi l'immagine che apre questo articolo). [3]
4. nelle fonti dei primi due anni del Whm Mswt (corrispondenti all'incirca agli anni 19 e 20 di Ramses XI) in cui viene descritto come "un nemico pubblico e qualcuno lontano, appartenente al passato ". [4] Queste fonti sono: Pap. Mayer A 13, B3; Pap. BM 10052, 10,18; Pap. BM 10383, 2,5.
5. della Lettera del Tardo Ramesside n.28 (Pap. BM 10375) dell'anno 10 (sicuramente ascrivibile al Whm Mswt) dichiara che il generale e Sommo Sacerdote Piankh era in procinto di "andare a Pinehesy".

## La "trasgressione" contro il sommo sacerdote Amenhotep
Durante il regno di Ramses XI, Pinehesy riuscì a rimuovere temporaneamente dall'incarico il sommo sacerdote tebano di Amon, Amenhotep. Quest'azione viene spesso ricordata come "la guerra contro il Sommo Sacerdote" o "la soppressione del Sommo Sacerdote Amenhotep". Tuttavia, in un recente studio che ha approfondito la questione, Kim Ridealgh ha evidenziato che la consueta e tradizionale traduzione “soppressione” per il termine egiziano “thj ” è fuorviante, poiché suggerisce che Amenhotep sia stato in qualche modo assediato e/o privato della sua libertà. In realtà il termine indica un atto di aggressione più generale.  Per questo è preferibile usare una traduzione più neutra come “trasgressione contro il Sommo Sacerdote”.
Sebbene questa "trasgressione contro il sommo sacerdote di Amon" sia datata per i primi anni del regno (prima dell'anno 9 del regno, sulla base del Pap. BM 10053), recentemente è opinione comune tra gli egittologi che esso abbia avuto luogo solo poco prima dell'inizio del Whm Mswt, del cosiddetto "Rinascimento", un'era inaugurata nel diciannovesimo anno del regno, probabilmente per sottolineare il ritorno alle condizioni normali in seguito al "colpo di Stato" di Pinehesy.

## Pinehesy e Piankh
In seguito alla sua "trasgressione", Pinehesy  venne cacciato dalla Tebaide, non è però chiaro chi abbia posto fine a questo periodo di anarchia. Sembra che Pinehesy mantenne più o meno la sua posizione in Nubia per oltre un decennio.
A circa dieci anni dall'esito della "trasgressione", nel Decimo anno del Whm Mswt, l'allora Sommo Sacerdote di Amon Piankh, in qualità di viceré di Kush, guidò un esercito in Nubia con lo scopo apparentemente di "incontrare" un certo Pinehesy, probabilmente il precedente viceré di Kush. Sebbene si sia spesso ipotizzato che lo scopo di questa spedizione fosse di attaccare Pinehesy, questo non è affatto certo. Infatti il verbo utilizzato ha il significato più generale "andare a" piuttosto che "attaccare".  Inoltre nel Papiro della Rapina della Tomba, il determinativo negativo utilizzato  per designarlo come nemico è assente.  Altri egittologi hanno suggerito che Piankh potrebbe essere andato a sud per negoziare con Pinehesy, più o meno ufficialmente. Le fonti sono in realtà ambigue su questo punto e il clima politico potrebbe essere cambiato nel corso degli anni. Ci sono prove che a quel tempo Piankh potrebbe non essere più stato un fedele servitore di Ramses XI, il che lascia intravedere la possibilità che stesse negoziando segretamente con Pinehesy,  se non forse addirittura complottando contro il re regnante.
E. Wente ha scritto: "Si ha l'impressione che il viceré e le sue truppe nubiane fossero lealisti, poiché le osservazioni fatte dal suo avversario Piankh nella lettera n. 301 sono piuttosto denigratorie nei confronti del faraone Ramses XI". In tale lettera, meglio conosciuta come LRL n. 21, Piankh osserva: 
Sfortunatamente, a causa della natura molto limitata delle fonti, non è possibile stabilire quali fossero le esatte relazioni tra i tre protagonisti principali, Piankh, Pinehesy e Ramses XI. Secondo alcuni studiosi la  campagna nubiana va inquadrata come parte di una lotta per il potere in corso tra il sommo sacerdote di Amon e il viceré di Kush. Tuttavia, è altrettanto possibile che Piankh sia venuto in soccorso di Pinehesy contro qualche nemico comune. In effetti, non sono chiari né lo scopo della spedizione né il suo esito.
Sembra che Pinehesy sia morto di vecchiaia mentre ancora controllava la Bassa Nubia.  Fu sepolto ad Aniba, dove fu scoperta una tomba su cui era inciso il suo nome.